# Antônimo
Antónimo (português europeu) ou antônimo (português brasileiro) ou contranome a palavra cujo significado seja contrário, oposto ou inverso ao de outra.
O emprego de antónimos na construção de frases é um dos recursos estilísticos que conferem ao trecho empregado uma forma mais erudita ou que chame atenção do leitor ou do ouvinte.

## Tipos de Antônimos
Dentro do campo de estudos denominado Lexicologia, há diferentes maneiras de compreender os antônimos e sua relação de antonímia.
Rocha Lima (1979) distingue os antônimos formados por radicais diferentes (tais como feliz e triste); antônimos com o mesmo radical, mas marcados por um prefixo que dá a eles o significado contrário (como acordado e desacordado); e antônimos contextuais, em que as palavras podem ter mais de um sentido. Neste caso, grave pode ser antônimo de leve ou de agudo, dependendo do contexto em que a palavra está sendo usada.
Bechara (1999) aponta que antônimos podem ser uma oposição contraditória (como vida e morte), contrários (chegar e partir), ou apenas correlatos (irmão e irmã). Coelho (2006) amplia essa definição e dá quatro possibilidades de antônimos. Oposição por relação de contraditoriedade; Oposição por relação de contrariedade; Oposição por relação de reciprocidade; Oposição por relação de comparatividade gradativa.

## Exemplos
| Palavra        | Antônimo      |
| -------------- | ------------- |
| alto           | baixo         |
| bem            | mal           |
| bom            | mau           |
| bonito         | feio          |
| mais           | menos         |
| amigo          | inimigo       |
| construção     | destruição    |
| público        | privado       |
| honestidade    | desonestidade |
| introvertido   | extrovertido  |
| salgado        | insosso       |
| doce           | amargo        |
| dentro         | fora          |
| gordo          | magro         |
| preto          | branco        |
| seco           | molhado       |
| grosso         | fino          |
| duro           | mole          |
| rir            | chorar        |
| grande         | pequeno       |
| soberba        | humildade     |
| bendizer       | maldizer      |
| ativo          | inativo       |
| simpático      | antipático    |
| progredir      | regredir      |
| rápido         | lento         |
| sair           | entrar        |
| desacompanhado | acompanhado   |
| concórdia      | discórdia     |
| pesado         | leve          |
| quente         | frio          |
| presente       | ausente       |
| escuro         | claro         |
| inadequada     | adequada      |
| amor           | ódio          |
| rico           | pobre         |
| forte          | fraco         |
| justo          | injusto       |
| certo          | errado        |
| acima          | abaixo        |
| comum          | raro          |
| melhor         | pior          |
| seguro         | perigoso      |
| dia            | noite         |